# Сусана
«Сусана» (исп. «Susana»; другое название — «Сусана, дьявол во плоти», исп. Carne y demonio, англ. The Devil and the Flesh) — чёрно-белая драма режиссёра Луиса Бунюэля по роману Мануэля Реачи. Премьера фильма состоялась 11 апреля 1951 года.

## Сюжет
Сусана, неуравновешенная девушка, находится в женском исправительном учреждении строгого режима. Однажды, запертая в наказание, она находит путь к побегу и пользуется представившимся ей случаем. Сбежав, Сусана находит приют и работу в добропорядочной семье дона Гуадалупе, притворившись невинной сиротой. Со временем её присутствие вызывает беспокойство и разногласия среди мужской части домочадцев. Словно одержимые сексуальностью Сусаны, все они ополчаются друг против друга.

## В ролях
- Росита Кинтана — Сусана
- Фернандо Солер — дон Гуадалупе
- Виктор Мануэль Мендоса — Хесус
- Матильда Палоу — донья Кармен
- Мария Хентиль Аркос — Фелиса
- Луис Лопес Сомоса — Альберто
- Рафаэль Икардо — дон Севериано, ветеринар
- Энрике дель Кастильо — служащий исправительного учреждения

## Съёмочная группа
- Режиссёр-постановщик: Луис Бунюэль
- Сценаристы: Луис Бунюэль, Хайме Сальвадор
- Оператор: Хосе Ортис Рамос
- Продюсеры: Серхио Коган, Мануэль Реачи
- Художник-постановщик: Гюнтер Герсо
- Композитор: Рауль Лависта
- Звукорежиссёр: Антонио Бустос
- Монтажёры: Хорхе Бустос, Луис Бунюэль (нет в титрах)
- Спецэффекты: Хорхе Бенавидес

## Номинации
1952 — Номинация на премию «Ариэль» за лучшую юношескую роль — Луис Лопес Сомоса

### Рецензии
- Susana – Luis Buñuel, 1951
- El Ulmer del Mexico: Bunuel’s SUSANA (1951)
- Review by Fernando F. Croce
- Susana (Carne y demonio) (1950)
- Escrito por El Mirón
- Review by Siegfried König
- Review by Claudia Siefen
- Review by Vincent Canby
- A Buñuel rehearsal for more mature sex and power games in his future pics, like in Tristana (1970)